# Lomographa tapaishana
Lomographa tapaishana là một loài bướm đêm trong họ Geometridae.